# تيرزيباتيد
تيرزيباتيد يُباع تيرزيباتيد تحت الاسم التجاري مونجارو، وهو دواء مضاد لمرض السكر يستخدم لعلاج مرض السكري من النوع 2. يُعطى تيرزيباتيد عن طريق الحقن تحت الجلد (تحت الجلد).
تشمل الآثار الجانبية الأكثر شيوعًا الغثيان والقيء والإسهال وانخفاض الشهية والإمساك وعدم الراحة في الجزء العلوي من البطن وآلام البطن.
الببتيد 1 الشبيه بالجلوكاجون (GLP-1) والببتيد الموجه للأنسولين المعتمد على الجلوكوز (GIP) هما هرمونات تشارك في التحكم في نسبة السكر في الدم. بعد أن يأكل الشخص، تفرز خلايا الأمعاء هذه الهرمونات، مما يؤدي بدوره إلى إفراز الأنسولين.تيرزيباتيد هو نظير GIP ينشط مستقبلات GLP-1 وGIP، مما يؤدي إلى تحسين التحكم في نسبة السكر في الدم.
تمت الموافقة على تيرزيباتيد للاستخدام الطبي في الولايات المتحدة في مايو 2022، في الاتحاد الأوروبي في سبتمبر 2022، في كندا في نوفمبر 2022، وفي أستراليا في ديسمبر 2022. تعتبر إدارة الغذاء والدواء الأمريكية (FDA) أنه دواء أول في فئته.

## الاستخدامات الطبية
يشار إلى تيرزيباتيد لتحسين السيطرة على نسبة السكر في الدم لدى البالغين المصابين بداء السكري من النوع 2، كإضافة إلى النظام الغذائي وممارسة الرياضة.

## الموانع من استخدام تيرزيباتيد
لا ينبغي استخدام تيرزيباتيد في الأشخاص الذين لديهم تاريخ شخصي أو عائلي للإصابة بسرطان الغدة الدرقية النخاعي أو في الأشخاص المصابين بمتلازمة الأورام الصماء المتعددة من النوع 2.

## الآثار الجانبية
أشارت التجارب قبل السريرية السريرية، والمرحلة الأولى والثانية السريريتان إلى أن تيرزيباتيد تظهر آثارًا جانبية مشابهة لتلك الخاصة بمنبهات مستقبلات GLP-1 الأخرى، مثل دولاجلوتيد. تحدث هذه التأثيرات إلى حد كبير في الجهاز الهضمي. الأكثر شيوعًا هي الغثيان والإسهال والقيء، والتي تزداد في حدوثها مع كمية الجرعة (أي احتمال أعلى كلما زادت الجرعة). كما زاد عدد المرضى الذين توقفوا عن تناول تيرزيباتيد مع زيادة الجرعة، مع المرضى الذين تناولوا 15 مجم بمعدل توقف بنسبة 25% مقابل 5.1% لمرضى 5 مجم و 11.1% لمرضى دولاجلوتيد. إلى حد أقل قليلاً، أبلغ المرضى أيضًا عن انخفاض في الشهية. الآثار الجانبية الأخرى التي تم الإبلاغ عنها هي عسر الهضم، والإمساك، وآلام في البطن، والدوخة، ونقص سكر الدم.

## علم العقاقير
تيرزيباتيد هو نظير لعديد ببتيد معدي مثبط (GIP)، وهو هرمون بشري يحفز إفراز الأنسولين من البنكرياس. تيرزيباتيد هو عديد ببتيد خطي من 39 حمضًا أمينيًا تم تعديله كيميائيًا عن طريق الدهون لتحسين امتصاصه في الخلايا واستقراره في عملية التمثيل الغذائي. أكملت تجارب المرحلة الثالثة على مستوى العالم في عام 2021.

### آلية العمل
يمتلك تيرزيباتيد تقاربًا أكبر مع مستقبلات GIP مقارنة بمستقبلات GLP-1، وقد ثبت أن هذا السلوك المناهض المزدوج ينتج عنه انخفاضات أكبر في ارتفاع السكر في الدم مقارنة بمنبهات مستقبلات GLP-1 الانتقائية. أفادت دراسات طريقة تواصل الخلية أن تيرزيباتيد يحاكي تأثيرات GIP الطبيعية في مستقبل GIP. على الرغم من ذلك، في مستقبل GLP-1، يظهرتيرزيباتيد تحيزًا تجاه توليد cAMP (رسول مرتبط بتنظيم استقلاب الجليكوجين والسكر والدهون)، بدلاً من تجنيد β-stopin. هذا المزيج من التفضيل تجاه مستقبلات GIP وخصائص الإشارة المميزة في GLP-1 يشير إلى أن هذا النبه المتحيز يزيد من إفراز الأنسولين. تم الإبلاغ عن تيرزيباتيد لزيادة مستويات الأديبونكتين، وهو أديبوكين يشارك في تنظيم كل من استقلاب الجلوكوز و أيض الدهون، مع زيادة قصوى بنسبة 26% من خط الأساس بعد 26 أسبوعًا، بجرعة 10 ملغ.

## الكيمياء المتعلقة بتيرزيباتيد

### البناء الكيميائي المتعلق بدواء تيرزيباتيد
تيرزيباتيد هو نظير لهرمون GIP البشري مرفق بجزء ثنائي حامض دهني C20، يستخدم لتحسين امتصاص واستقلاب المركب. يرتبط قسم ثنائي الحموضة الدهنية (eicosanedioic acid) عبر حمض الجلوتاميك ووحدتين (2- (2-aminoethoxy) ethoxy) من حامض الخليك إلى السلسلة الجانبية لبقايا اللايسين. يسمح هذا الترتيب بنصف عمر أطول بكثير، مما يطيل الوقت بين الجرعات، بسبب تقاربها الشديد مع الألبومين.

### تكوين دواء تيرزيباتيد
تم الكشف عن تركيب تيرزيباتيد لأول مرة في براءات الاختراع المقدمة من شركة Eli Lilly and Company. يستخدم هذا تخليق الببتيد ذو الطور الصلب القياسي، مع مجموعة حماية الأليلوكسي كاربونيل على اللايسين في الموضع 20 من السلسلة الخطية للأحماض الأمينية، مما يسمح بمجموعة نهائية من التحولات الكيميائية التي يتم فيها اشتقاق الأمين الجانبي لهذا اللايسين مع الجزء المحتوي على الدهون.

## المرجع
1. 1 2 3 4 5 6 7 8  "FDA Approves Novel, Dual-Targeted Treatment for Type 2 Diabetes". U.S. إدارة الغذاء والدواء (الولايات المتحدة) (FDA) (Press release). 13 مايو 2022. مؤرشف من الأصل في 2022-05-13. اطلع عليه بتاريخ 2022-05-13.  تتضمّنُ هذه المقالة نصوصًا مأخوذة من هذا المصدر، وهي في الملكية العامة.
2. 1 2  Thomas MK، Nikooienejad A، Bray R، Cui X، Wilson J، Duffin K، وآخرون (يناير 2021). "Dual GIP and GLP-1 Receptor Agonist Tirzepatide Improves Beta-cell Function and Insulin Sensitivity in Type 2 Diabetes". The Journal of Clinical Endocrinology and Metabolism. ج. 106 ع. 2: 388–396. DOI:10.1210/clinem/dgaa863. PMC:7823251. PMID:33236115.
3. ↑  Coskun T، Sloop KW، Loghin C، Alsina-Fernandez J، Urva S، Bokvist KB، وآخرون (ديسمبر 2018). "LY3298176, a novel dual GIP and GLP-1 receptor agonist for the treatment of type 2 diabetes mellitus: From discovery to clinical proof of concept". Molecular Metabolism. ج. 18: 3–14. DOI:10.1016/j.molmet.2018.09.009. PMC:6308032. PMID:30473097.
4. ↑  Forzano I، Varzideh F، Avvisato R، Jankauskas SS، Mone P، Santulli G (نوفمبر 2022). "Tirzepatide: A Systematic Update". Int J Mol Sci. ج. 23 ع. 23: 14631. DOI:10.3390/ijms232314631. PMC:9741068. PMID:36498958.
5. ↑  "Drug and Health Product Submissions Under Review (SUR): New drug submissions completed". Health Canada. 10 مارس 2021. مؤرشف من الأصل في 2023-01-05. اطلع عليه بتاريخ 2023-01-05.
6. ↑  "Advancing Health Through Innovation: New Drug Therapy Approvals 2022". U.S. إدارة الغذاء والدواء (الولايات المتحدة) (FDA). 10 يناير 2023. مؤرشف من الأصل في 2023-01-21. اطلع عليه بتاريخ 2023-01-22.  تتضمّنُ هذه المقالة نصوصًا مأخوذة من هذا المصدر، وهي في الملكية العامة.
7. ↑  Min T، Bain SC (يناير 2021). "The Role of Tirzepatide, Dual GIP and GLP-1 Receptor Agonist, in the Management of Type 2 Diabetes: The SURPASS Clinical Trials". Diabetes Therapy. ج. 12 ع. 1: 143–157. DOI:10.1007/s13300-020-00981-0. PMC:7843845. PMID:33325008.
8. 1 2  Frias JP، Nauck MA، Van J، Kutner ME، Cui X، Benson C، وآخرون (نوفمبر 2018). "Efficacy and safety of LY3298176, a novel dual GIP and GLP-1 receptor agonist, in patients with type 2 diabetes: a randomised, placebo-controlled and active comparator-controlled phase 2 trial". ذا لانسيت. ج. 392 ع. 10160: 2180–2193. DOI:10.1016/S0140-6736(18)32260-8. PMID:30293770.
9. ↑  "Tirzepatide significantly reduced A1C and body weight in people with type 2 diabetes in two phase 3 trials from Lilly's SURPASS program" (Press release). Eli Lilly and Company. 17 فبراير 2021. مؤرشف من الأصل في 2021-10-28. اطلع عليه بتاريخ 2021-10-28 – عبر PR Newswire.
10. ↑  "Lilly : Phase 3 Tirzepatide Results Show Superior A1C And Body Weight Reductions In Type 2 Diabetes". Business Insider. RTTNews. 19 أكتوبر 2021. مؤرشف من الأصل في 2021-10-28. اطلع عليه بتاريخ 2021-10-28.
11. ↑  Willard FS، Douros JD، Gabe MB، Showalter AD، Wainscott DB، Suter TM، وآخرون (سبتمبر 2020). "Tirzepatide is an imbalanced and biased dual GIP and GLP-1 receptor agonist". JCI Insight. ج. 5 ع. 17. DOI:10.1172/jci.insight.140532. PMC:7526454. PMID:32730231.
12. ↑  US patent 9474780, Bokvist BK, Coskun T, Cummins RC, Alsina-Fernandez J, "GIP and GLP-1 co-agonist compounds", issued 2016-10-25,  assigned to Eli Lilly and Co
13. ↑  Frederick MO، Boyse RA، Braden TM، Calvin JR، Campbell BM، Changi SM، وآخرون (2021). "Kilogram-Scale GMP Manufacture of Tirzepatide Using a Hybrid SPPS/LPPS Approach with Continuous Manufacturing". Organic Process Research & Development. ج. 25 ع. 7: 1628–1636. DOI:10.1021/acs.oprd.1c00108. S2CID:237690232.